# Карлутка
Карлу́тка — река в Ижевске (Удмуртия), правый приток реки Позимь. Протекает по территории Индустриального и Первомайского районов города.
Длина — 12,4 км. Исток реки находится у трамвайного кольца в районе Буммаш.
Ещё во второй половине XX века река впадала непосредственно в Иж, на километр севернее устья Позими. Однако сейчас она направлена в Позимь.
К речке выходят парк «Берёзовая роща», санаторий «Металлург», однако большая часть её русла проходит в непосредственной близости от жилых кварталов и промышленных зон Ижевска. Вследствие этого существует необходимость регулярно производить его очистку. Случаются попытки незаконного изменения русла в ходе строительства, сброса в речку неочищенных стоков.
При строительстве жилищного комплекса «Янтарный» (5 зданий по ул. Буммашевской на расстоянии нескольких сотен метров от истока речки) приблизительно 500 метров русла реки были заключены в трубу, а лог, в котором она протекала, был засыпан. В 2013 году русло Карлутки было лишено статуса особо охраняемой природной территории.
Название реки происходит от удмуртских слов кар («город») и луд («поле»), и, вероятно, происходит от так называемых «карлутских городищ» — двух крепостей Мазунинской культуры IV—V вв.
Одна из улиц Ижевска носит название Карлутской набережной.

## Галерея

Заросшее русло Карлутки и пешеходный мост в районе ул. Ленина
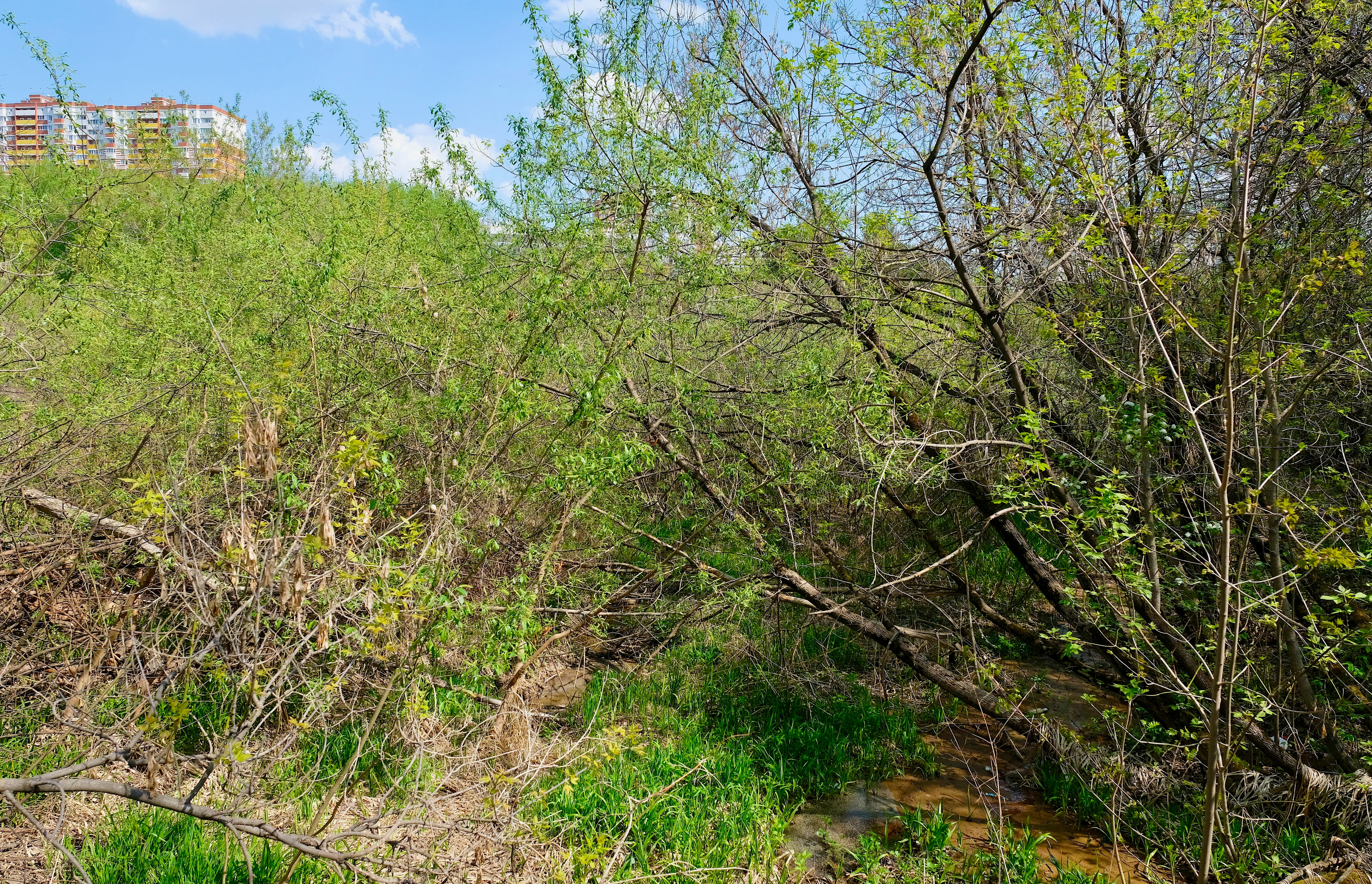
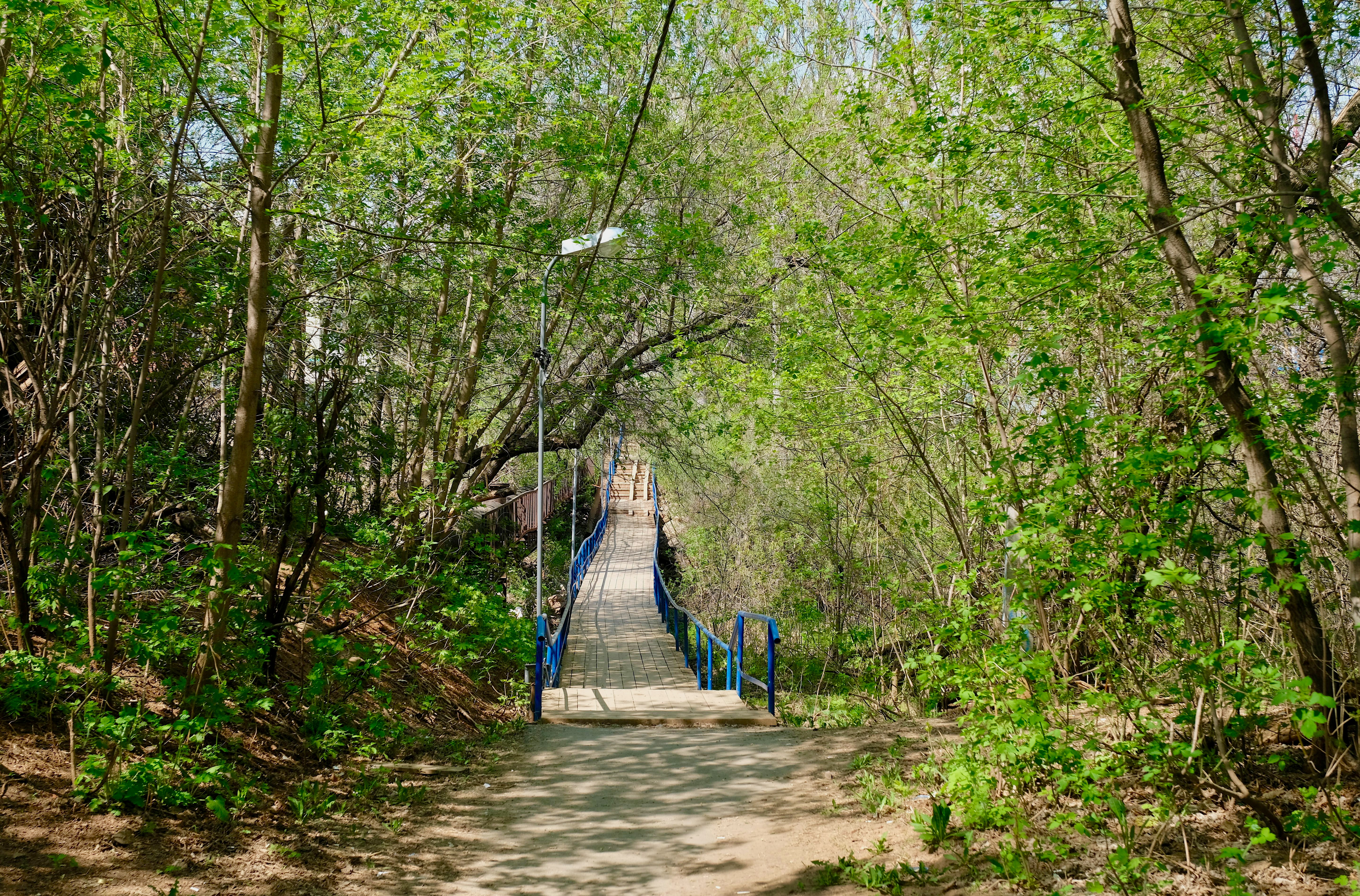
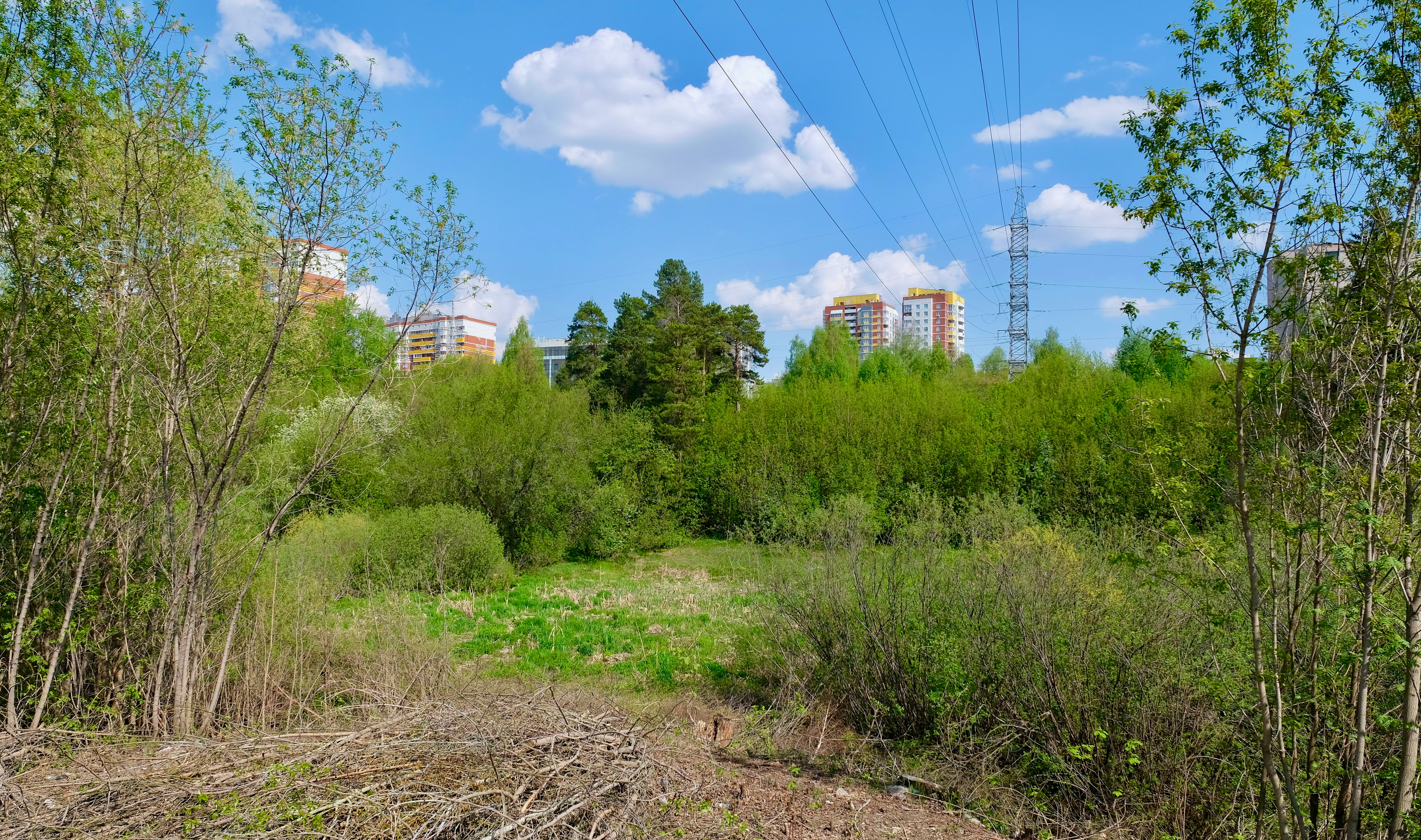
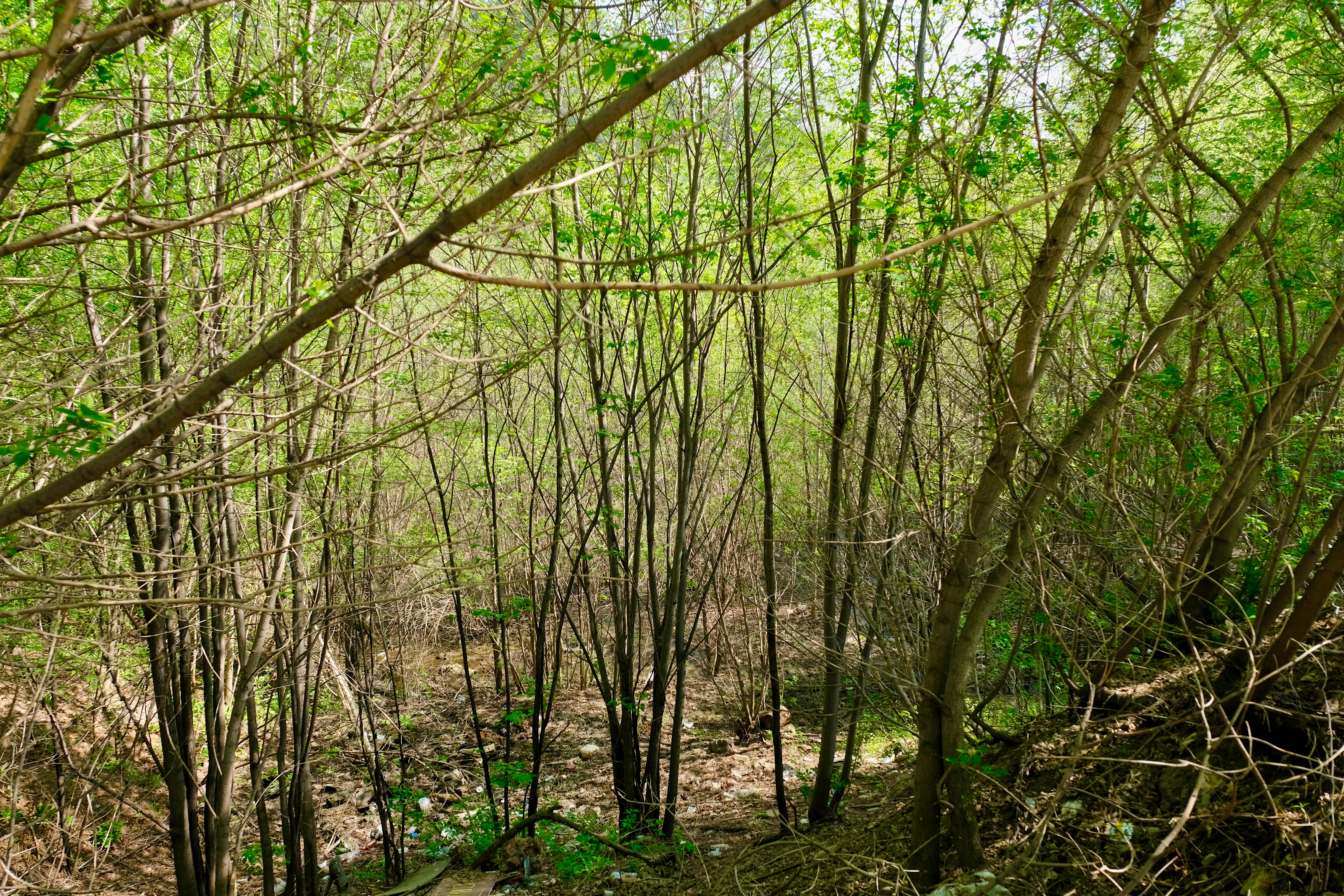